# 이연규
이연규(1998년 2월 27일 ~ )는 대한민국의 축구 선수로, 포지션은 수비수이다. 현재는 진주시민축구단 소속이다.